# 拉杜·尼古利斯古
拉杜·霍里亚·尼古列斯库（羅馬尼亞語：Radu Horia Niculescu，1975年3月2日），羅馬尼亞职业足球运动员，曾效力長春亞泰。

## 榮譽
- 羅馬尼亞聯賽: 2000–01
- 土耳其聯賽: 2001-02

## 國際賽生涯
尼古列斯库在1994年至2000年於國家隊累積15次出場，2個入球。他更於1998年世界杯對哥倫比亞和克羅地亞的賽事後備登場。

## 連結
- RomanianSoccer.ro - Profile （页面存档备份，存于）
- Career history （页面存档备份，存于） at National Football Teams